# Jimmy Kimmel
James Christian "Jimmy" Kimmel, född 13 november 1967 i Brooklyn i New York, är en amerikansk programledare, komiker och TV-producent.
Sedan 2003 leder och producerar Kimmel egna talkshowen Jimmy Kimmel Live! på amerikanska tv-kanalen ABC. Programmet har vunnit tre Emmy Awards. Själv vann Kimmel en Emmy 1999 då han tillsammans med Ben Stein ledde spelprogrammet Win Ben Stein's Money på tv-kanalen Comedy Central.
Kimmel föddes i New York men växte upp i Las Vegas. Han inledde sin karriär inom morgonradio. Numera är Kimmel bosatt i Los Angeles.